# Ретах, Владимир Соломонович
Владимир Соломонович Ретах (англ. Vladimir Retakh; род. 20 мая 1948, Кишинёв) — советский, российский и американский математик, специалист по некоммутативной алгебре и некоммутативной алгебраической геометрии.

## Биография
В период учёбы в Московском педагогическом институте (1965—1970) посещал семинар Гельфанда (с которым, начиная с 1988 года, опубликовал более 30 научных статей). Диссертацию кандидата физико-математических наук защитил в 1973 году под руководством Д. А. Райкова. Работал старшим научным сотрудником в ЦНИИПромзданий Госстроя СССР (1973—1988), заведующим отделом в Институте системного анализа РАН (1991—1993).
В 1993 году переехал в США, с 2002 года — профессор Ратгерского университета (Нью-Джерси).
Основные труды в области комбинаторики и некоммутативных алгебр, дифференциальных уравнений, гомологической алгебры и топологии. В серии совместных работ 1990-х годов с Израилем Гельфандом предложил использование квазиопределителей в качестве одного из главных инструментов некоммутативной алгебры как аналогов определителей в коммутативной линейной алгебре.
Фелло Американского математического общества (2019).

### Семья
- Мать — Эсфирь Григорьевна Ретах, учитель математики в Кишинёвской средней специальной музыкальной школе имени Е. Коки.
- Сын — математик Александр Ретах (англ. Alexander Retakh).

## Публикации
- Г-ряды и общие гипергеометрические функции на многообразии k*h-матриц (совместно с И. М. Гельфандом и М. И. Граевым). ИЛМ: Москва, 1990.
- Quasideterminants, Noncommutative Symmetric Functions and Their Applications (совместно с И. М. Гельфандом). Бостон: Birkhäuser, 1995.

### Под редакцией В. С. Ретаха
- The Arnold-Gelfand Mathematical Seminars. Geometry and Singularity Theory (с В. И. Арнольдом, И. М. Гельфандом и М. Смирновым). Birkhäuser, 1997.
- The Gelfand Mathematical Seminars 1996—1999 (с И. М. Гельфандом). Birkhäuser, 2000.
- The Unity of Mathematics: In Honor of Ninetieth Birthday of I. M. Gelfand (с П. Этингофом и I. M. Singer). Progress in Mathematics, vol. 244. Birkhäuser, 2005.